# 愛のサスペンス劇場
『愛のサスペンス劇場』（あいのサスペンスげきじょう）は、1975年3月31日から1977年3月4日まで日本テレビ系列の平日13時30分 - 13時55分（JST）に放送された昼ドラの放送枠である。花王石鹸（現：花王）の一社提供。

## 概要
日本テレビの平日13:30枠は、放送枠を変えながら長期に渡って演芸番組『ライオンお笑いネットワーク』（よみうりテレビ制作）が放送されていたが、1975年春の改編で「東海テレビ制作昼の帯ドラマ」などの昼ドラに対抗すべく、昼ドラ枠を新設した。スポンサーの花王石鹸は、これで当時継続中の『花王愛の劇場』（TBS系列）と共に、2つの昼ドラ枠に提供を行った。
内容はかつて放送された『火曜日（→土曜日）の女シリーズ』と同系列で、女性が主人公でサスペンス・ミステリーの設定とし、一作品の放送期間は1か月サイクルとした。
枠は1977年3月4日終了の『薪能』をもって終了、総作品数は23本だった。次枠は同年3月7日から本シリーズをリニューアルした『女の劇場』となった。本枠で用いられた設定はやがて同局で始まる『木曜ゴールデンドラマ』（よみうりテレビ制作）や、『火曜サスペンス劇場』へも受け継がれた。

## 放送作品一覧
| タイトル            | 放映期間              | 制作会社     | 原作                                   | 脚本                  | 監督              | 主演女優     |
| ------------------- | --------------------- | ------------ | -------------------------------------- | --------------------- | ----------------- | ------------ |
| 霧の神話            | 1975.3.31～1975.4.25  | 大映テレビ   | 森村誠一                               | 西澤裕子              |                   | 島かおり     |
| 突如として男が      | 1975.4.28～1975.5.30  | ユニオン映画 | 笹沢左保                               | 岩間芳樹              | 恩地日出夫        | 加賀まりこ   |
| ガラスの絆          | 1975.6.2～1975.6.27   |              | 夏樹静子                               | 小山内美江子          |                   | 日色ともゑ   |
| 白い崖              | 1975.6.30～1975.8.1   | C.A.L        | 菊島隆三                               | 菊島隆三              | 松尾昭典          | 上月晃       |
| 炎の記憶            | 1975.8.4～1975.8.29   | 東京映画     | 松木ひろし                             | 葉村彰子              | 千野皓司          | 浅茅陽子     |
| 母絶唱              | 1975.9.1～1975.9.26   | ユニオン映画 |                                        | 田村多津夫            | 井上芳夫          | 朝丘雪路     |
| からみ合い 欲望     | 1975.9.29～1975.10.31 | C.A.L        | 南條範夫 「からみ合い」                | 宇田和煕              | 恩地日出夫 高橋勝 | 宇津宮雅代   |
| 手紙-殺しへの招待-  | 1975.11.3～1975.11.28 | ユニオン映画 | 天藤真 「殺しへの招待」                | よしだたけし 篠崎好   | 前田陽一          | 竹下景子     |
| 嫉妬                | 1975.12.1～1975.12.31 |              | 藤本義一                               | 佐々木守              | 帯盛迪彦          | 真木洋子     |
| 歯止め              | 1976.1.5～1976.1.30   | 東京映画     | 松本清張                               | 鶴島光重 田村多津夫   | 野村孝            | 岸田今日子   |
| 再会 ふるさとさむく | 1976.2.2～1976.2.27   | 大映映画     | 倉本聰                                 | 倉本聰 高際和雄       |                   | 中村玉緒     |
| 一年半待て          | 1976.3.1～1976.3.26   | 大映テレビ   | 松本清張                               | 中島丈博 國弘威雄     | 富本壮吉          | 市原悦子     |
| 誘拐                | 1976.3.29～1976.4.30  |              |                                        |                       |                   | 佐藤友美     |
| 青い幸福            | 1976.5.3～1976.5.28   | ユニオン映画 | 平岩弓枝                               | 尾中洋一              | 恩地日出夫        | 丹阿弥谷津子 |
| ゼロの焦点          | 1976.5.31～1976.7.2   | C.A.L        | 松本清張                               | 須川栄造              | 井上芳夫          | 土田早苗     |
| 妻と愛人            | 1976.7.5～1976.7.30   |              |                                        |                       |                   | 江夏夕子     |
| 帽子いっぱいの涙    | 1976.8.2～1976.8.27   | ユニオン映画 | 檀一雄 「帽子いっぱいの涙 現代の神話」 | 田村多津夫            | 平山晃生          | 小山明子     |
| 裁きの夏            | 1976.8.30～1976.9.24  | C.A.L        | 松本清張 「張込み」                    | 重森孝子              | 松尾昭典          | 林美智子     |
| 愛が見えますか…     | 1976.9.27～1976.10.29 | 東京映画     |                                        | 菊島隆三              | 野村孝            | 小達雅子     |
| 妻の秘密            | 1976.11.1～1976.12.3  | ユニオン映画 |                                        |                       | 井上芳夫          | 生田悦子     |
| 美しき罠            | 1976.12.6～1977.1.7   | 大映テレビ   | 嵯峨島昭 「白い華燭」                  | 西澤裕子              |                   | 山口果林     |
| 愛が試される時      | 1977.1.10～1977.2.4   | 東京映画     |                                        | 大藪郁子 小山内美江子 | 野村孝 今井敏夫   | 長内美那子   |
| 薪能                | 1977.2.7～1977.3.4    | ユニオン映画 | 立原正秋                               | 石森史郎              | 恩地日出夫        | 宇津宮雅代   |

## 備考
- 日本テレビの花王石鹸一社提供の昼ドラは、1967年10月～1968年9月の平日13:00 - 13:30枠末期以来の事。なおこの枠は『お昼のワイドショー』（当初は12:30 - 13:30）設置のため廃枠となったが、『昼ワイ』のスポンサーの一つに花王が入っていたのはこの名残である。
- 関東地区では1976年4月から1977年3月まで、平日9:00 - 9:25枠で再放送された（花王は提供せず）。なお次番組はワイドショー『ミセス&ミセス』（平日9:00 - 10:50）になったため、『女の劇場』は再放送しなかった。